# اکوموزه

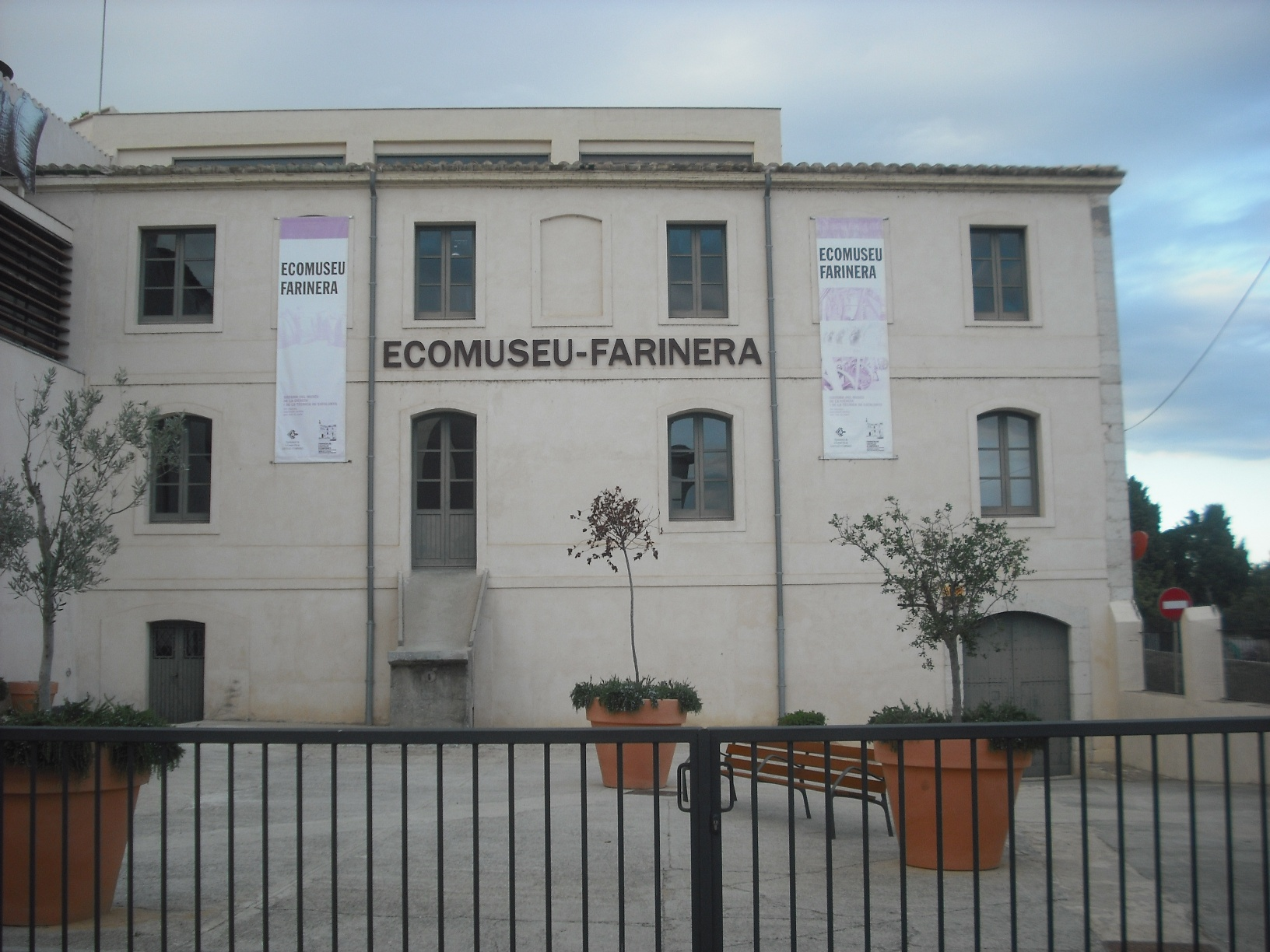
نمایی از یک اکوموزه در کشور اسپانیا - ۲۰۱۰

اکوموزه موزه‌ای است که با تمرکز بر هویت مکانی، عمدتاً مبتنی بر مشارکت محلی و با هدف ارتقاء رفاه و پیشرفت جوامع محلی شکل گرفته‌است. اکوموزه‌ها اولین بار در فرانسه ایجاد شده‌اند. این مفهوم را ژرژ هنری ریوایر و هوگز دی وارین در سال ۱۹۷۱ تحت اصطلاح "ecomusée" ایجاد کردند. اصطلاح "اکو" یک شکل کوتاه برای "écologie" است، اما به ویژه به ایده جدید تفسیر کل‌نگر از میراث فرهنگی اشاره دارد، در مخالفت با تمرکز بر روی اشیاء خاص و عتیقجات، که توسط موزه‌های سنتی انجام می‌شود.
در حال حاضر حدود ۳۰۰ اکوموزه در جهان وجود دارد. حدود ۲۰۰ اکوموزه در اروپا، عمدتاً در فرانسه، ایتالیا، اسپانیا و لهستان هستند.